# Henrik Wranér
Henrik Wranér, född den 22 april 1853 i byn Vranarp, Östra Tommarps socken, Kristianstads län, död den 6 augusti 1908 i Adolf Fredriks församling, Stockholm, var en svensk journalist, författare och folklivsskildrare, tecknare och textare. 

## Biografi
Namnet Wranér var taget efter födelsebyn. Föräldrarna var skomakaren Ola Henriksson och Boël Henriksdotter och han var den äldste av fem bröder. Hemmet var fattigt och föräldrarna djupt religiösa. Han skriver själv om sin barndom: "Som mina föräldrar voro strängt schartauanska, fick jag ej gå i folkskolan för att ej lära odygd. Redan vid 2¼ års ålder kunde jag emellertid läsa innantill: bokstäverna lärde jag i registret till Luthers huspostilla. Vid 5 års ålder var jag för första gången på husförhör och kunde då hela bibliskan och långkatekesen..."  När han fyllt tolv år kom han i en riktig skola, nämligen Simrishamns pedagogi och därifrån flyttades han efter två år 1867 till Kristianstads läroverk. 
Wranér blev student vid Lunds universitet 1873, men universitetsstudierna fick avbrytas, eftersom han inte hade råd att fortsätta. Han hade tillfälliga arbeten som lantmäteribiträde 1873-1877, därefter ett år som folkhögskollärare och ett år som vikarierande läroverkslärare i Karlshamn. Vid den här tiden träffade han sin blivande maka och man tror att det var genom stöd från den blivande svärfadern, som Wranér efter år 1880 mera regelbundet kunde vistas vid universitetet i Lund, dock utan att ta någon examen. Han medarbetade 1886–1889 i tidningen Nya Lund. Åren 1890–1893 var han medredaktör i Östersunds-Posten. Han flyttade 1893 till Stockholm, där han sedan var verksam som författare fram till sin död vid 55 års ålder. Han turnerade även och höll föreläsningar på skånska bygdemål. 
Han gifte sig 1891 med Anna Wilhelmina Fredrika Löfgren och de fick barnen Signe och Sven.

## Författarskap
Under Lundaåren omkring 1880 inledde Wranér sitt författarskap. Han började med högläsning av landsmålshistorier för de närmaste vännerna och därefter framförde han dem vid de på den tiden vanliga studentsoaréerna. Från och med 1882 lät han trycka sina alster i bokform. Han medverkade sedan regelbundet med folklivsskildringar och sedan 1899 med kåserier i en mängd svenska landsortstidningar. Från 1897 var han även redaktionssekreterare i Svensk Läraretidning. 
Wranér gjorde sig känd genom sina humoristiska skildringar av skånskt allmogeliv. På Järrestads härads bygdemål författade han exempelvis Stuesnack och stätteslams (1884) och Gårafolk och husmän (1885). Sammanlagt skrev han mer än ett trettiotal böcker. Hans folklivsskildringar har möjligen litterärt överträffats av andra författare, men de är förutom sin humor, kulturhistoriskt intressanta, med sina sakkunniga beskrivningar skånskt lantliv på 1800-talet: seder och bruk, livssyn, materiella förhållanden och karaktärsbilder. Författarens bearbetning och återberättande av 1700-talsromanen Robinson Kruse för svenska barn och ungdomar, kom att bli den svenska standardversionen, som tryckts i mer än tvåhundratusen exemplar. Den och andra bearbetningar för barn utkom i Barnbiblioteket Saga.

## Konstnärskapet
Redan som barn visade han intresse för att teckna och under sin tid hos kommissionslantmätare  A.L. Schalin i Kristianstad 1873–1877 utbildade han sig till en skicklig tecknare. Under de  år han arbetade som läroverkslärare medverkade han som illustratör i Kristianstads gymnasieförenings tidskrift Athenium. Ett urval av hans teckningar visades på en utställning i Tommarp på Österlen 1953 samt i Simrishamn och Ystad. 
Wranér är representerad vid bland annat Österlens museum Hafreborg i Simrishamn.

## Utmärkelser och eftermäle
Wranér fick 1889 och 1896 hedersomnämnanden för dikter och dessutom flera stipendier av Svenska Akademien. Han är begravd på Norra begravningsplatsen utanför Stockholm. Gravvården med ett reliefporträtt av konstnären Carl Eldh avtäcktes 15 juni 1925.
År 1929 avtäcktes en minnessten i form av ett block i jättestorlek i födelsebyn Vranarp. På dess framsida finns en medaljong med Ernst Ljunghs silhuett av Wranér, modellerad av konstnären Anders Olsson.

## Bibliografi

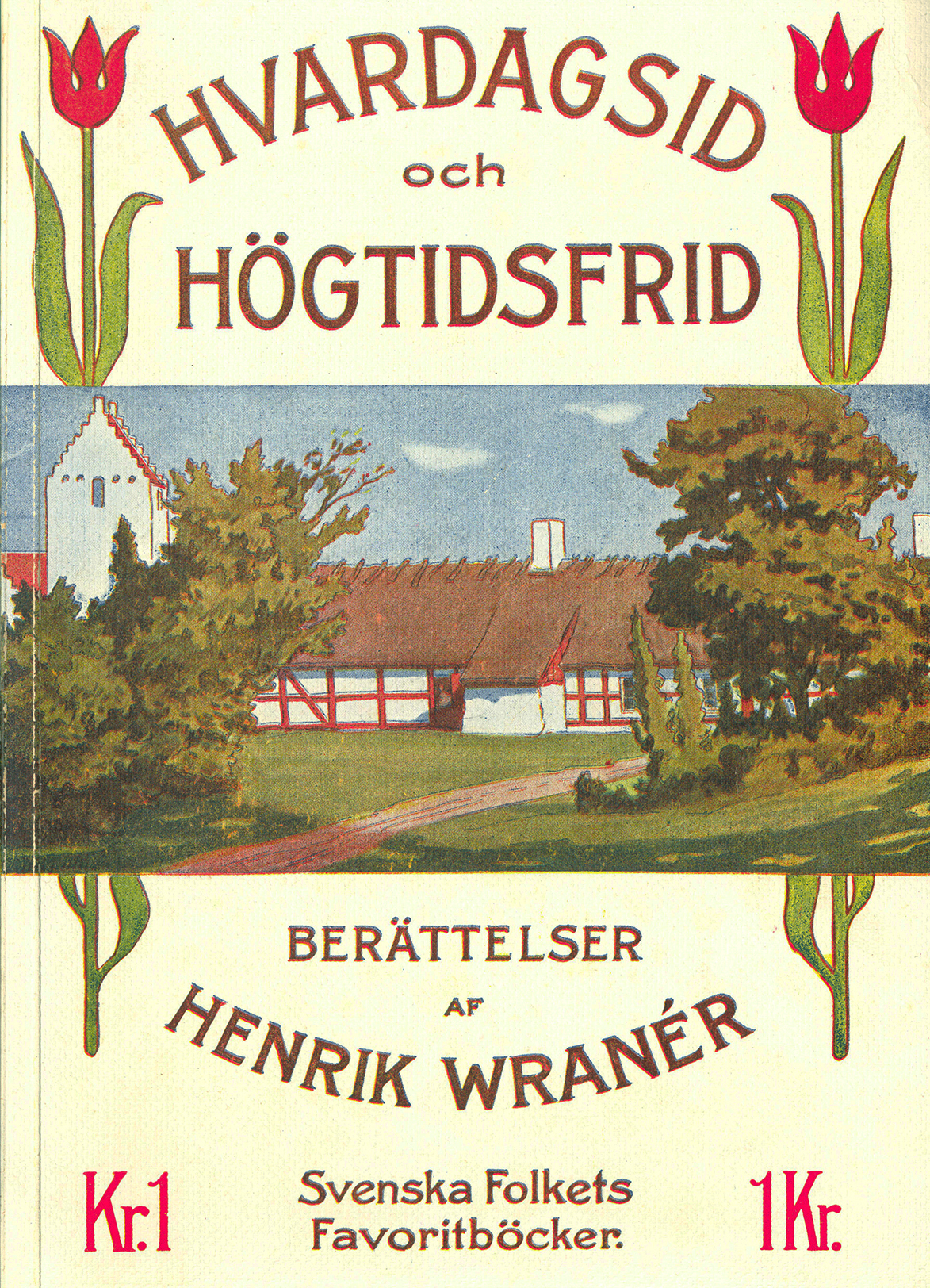
Omslag till Hvardagsid och högtidsfrid utfört av Karl Aspelin (1908).

### Varia
- Bleking och blekingarna. Text till Svenska turistföreningens geografiska bilder ; 2. Stockholm. 1906. Libris 1618234
- Skåne och skåningarna. Text till Svenska turistföreningens geografiska bilder ; 1. Stockholm. 1906. Libris 1618233
- Stockholm och dess omgivningar. Text till Svenska turistföreningens geografiska bilder ; 16. Stockholm. 1906. Libris 1618247
- Eva Wigström (Ave) 1832-1901. Nyare bidrag till kännedom om de svenska landsmålen ock svenskt folkliv, 99-0463501-3 ; 8 :4. Stockholm: Norstedt. 1914. Libris 2177060 - Särtryck ur: Ord och bild. 10 årg. 1901

### Samlade upplagor och urval
- Från stugor och gårdar : svenska folklifsbilder. S.T.-N:s bibliotek ; 4. Chicago: Swedish Publ. Co. 1912. Libris 796153. https://runeberg.org/whstugor
- Valda skrifter. 1:1-3, 2:1-3, 3 / utgivna av Fredrik Böök. Stockholm: Bonnier. 1922-1927. Libris 3043289. https://runeberg.org/whsrifter/ - 7 volymer.
- Skrifter. Malmö: Scania. 1958-1964. Libris 867545 - 24 volymer.

### Bearbetningar
- Defoe, Daniel (1899). Robinson Kruse : bearbetad för Sveriges ungdom / med 16 teckningar af Gerda Tirén. Barnbiblioteket Saga, 99-0448970-X ; 2. Stockholm: Svensk läraretidning. Libris 2276005 - Originaltitel: Robinson Crusoe.
- Verne, Jules (1900). Jorden rundt på 80 dagar : för Sveriges ungdom, fritt berättad efter Jules Verne / med 48 teckngar af Edv. Forsström. Barnbiblioteket Saga, 99-0448970-X ; 5. Stockholm: Svensk Läraretidning. Libris 1662402. https://runeberg.org/vj80dagar/ - Originaltitel: Le tour du monde en quatrevingts jours.
- Marryat, Frederick (1902). Styrman Hurtig : läsebok i skola och hem : för Sveriges ungdom fritt berättad efter kapten Fr. Marryat / med originalteckningar af Nils Larsson. Barnbiblioteket Saga, 99-0448970-X ; 11. Stockholm: Svensk läraretidning. Libris 1718975 - Originaltitel: Masterman Ready, or the wreck of the pacific.
- Erslev, Anna (1904). Gula vargen : en indianhistoria : i bemyndigad öfversättning för Sveriges barn / med originalteckningar af G. Stoopendaal och I. Resen Steenstrup. Barnbiblioteket Saga, 99-0448970-X ; 15. Stockholm: Svensk läraretidning. Libris 1718979. https://runeberg.org/eagulavarg - Originaltitel: Den gule ulv.
- Malot, Hector (1905). Hittebarnet : fri bearbetning efter Hector Malots "Sans famille" för Sveriges barn / med originalteckningar av Karl Aspelin. Barnbiblioteket Saga, 99-0448970-X ; 18. Stockholm: Svensk läraretidning. Libris 1718981 - Originaltitel: Sans famille.
- Stanley, Henry Morton (1907). Selim och Kalulu : Deras märkliga öden och äventyr / bearbetning efter H. Stanley ; med teckningar av Louis Moe. Barnbiblioteket Saga, 99-0448970-X ; 24. Stockholm. Libris 1611583 - Originaltitel: My dark companions and their strange stories.